# Système d'unités impériales
 (novembre 2020).

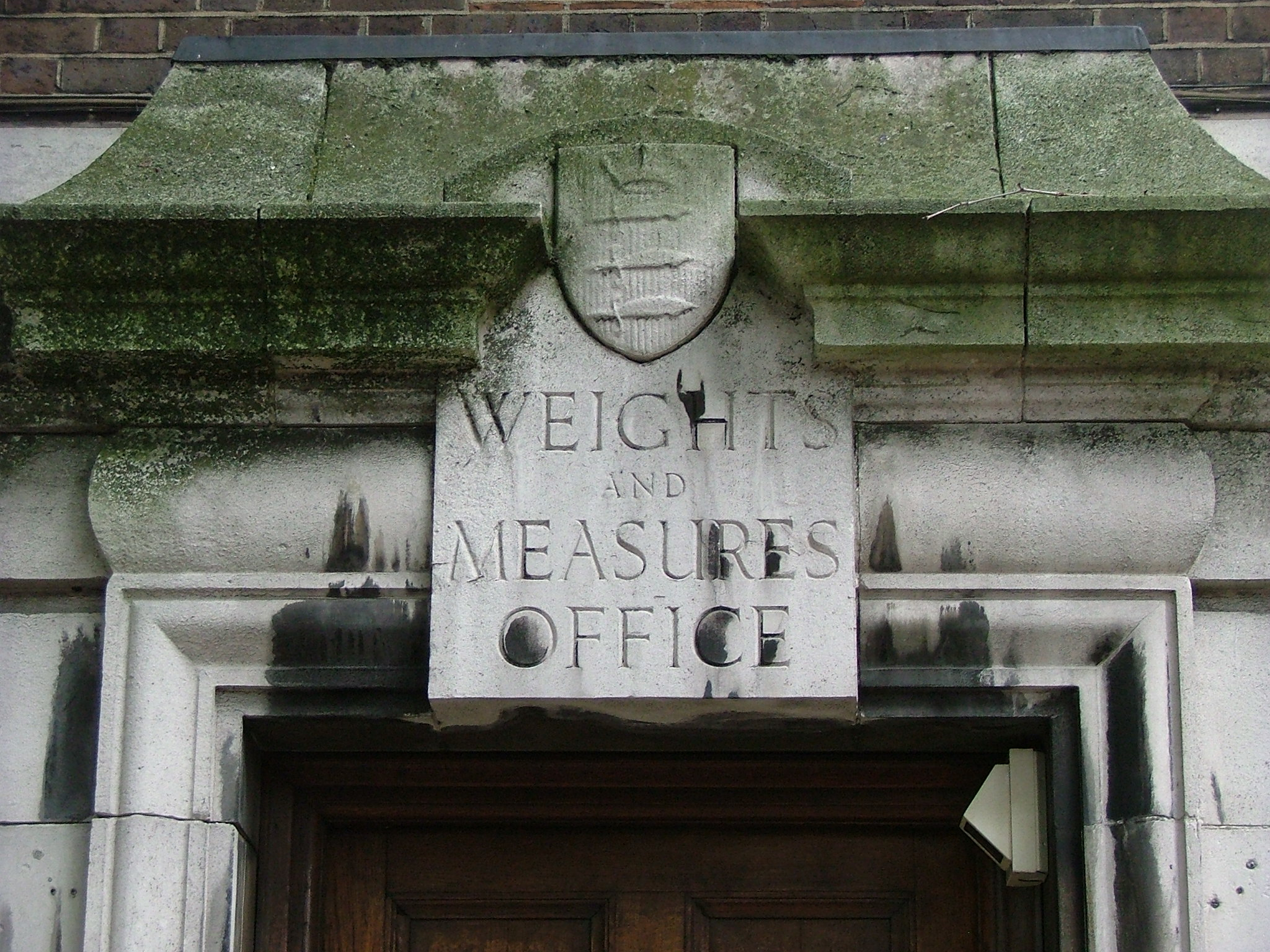
L'ancien bureau des poids et mesures à Seven Sisters, Londres (590 Seven Sisters Road).

Le système d'unités impériales, système impérial ou unités impériales (également connu sous le nom de British Imperial ou Exchequer Standards of 1825) est le système d'unités défini pour la première fois dans le British Weights and Measures Act 1824 et a continué à être développé par Weights and Measures Acts and amendments. Les unités impériales ont remplacé les Winchester Standards, qui étaient en vigueur de 1588 à 1825. Le système est entré en service officiel dans tout l'Empire britannique en 1826. À la fin du XXe siècle, la plupart des pays de l'ancien empire avaient officiellement adopté le système métrique comme système principal de mesure, mais les unités impériales sont toujours utilisées au Royaume-Uni, au Canada et dans certains autres pays qui faisaient autrefois partie de l'Empire britannique. Le système impérial s'est développé à partir de ce que l'on a d'abord appelé les unités anglaises, tout comme le système connexe d'unités coutumières des États-Unis.
La législation moderne définissant le système d'unités impérial est donnée dans la loi de 1985 sur les poids et mesures (telle que modifiée).

## Entrée en vigueur
La loi de 1824 sur les poids et mesures devait initialement entrer en vigueur le 1er mai 1825. La loi de 1825 sur les poids et mesures a repoussé la date au 1er janvier 1826. La loi de 1824 autorisait l'utilisation continue des unités pré-impériales à condition qu'elles soient coutumières, largement connues et clairement identifiées par des équivalents impériaux.

### Unités d'apothicaires

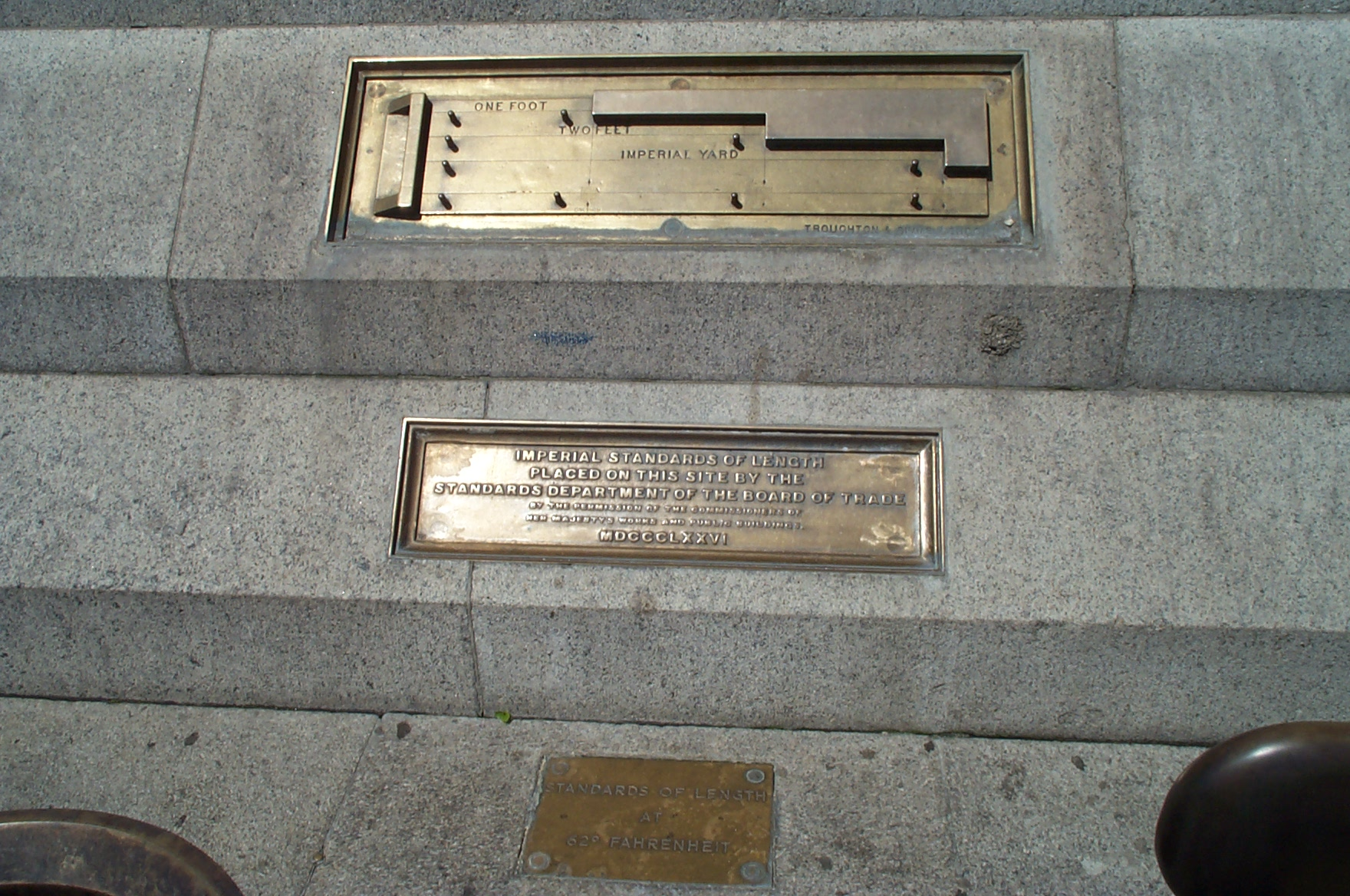
Normes impériales de longueur 1876 à Trafalgar Square, Londres.

Les unités d'apothicaires ne sont mentionnées ni dans l'acte de 1824 ni dans l'acte de 1825. À l'époque, les poids et mesures des apothicaires étaient réglementés « en Angleterre, au Pays de Galles et à Berwick-upon-Tweed » par le London College of Physicians et en Irlande par le Dublin College of Physicians. En Écosse, les unités d'apothicaires étaient officieusement réglementées par le Edinburgh College of Physicians. Les trois collèges publiaient, à des intervalles peu fréquents, des pharmacopées, les éditions de Londres et de Dublin ayant force de loi,.
Les mesures des apothicaires impériaux, basées sur la pinte impériale de 20 onces liquides, ont été introduites par la publication de la pharmacopée de Londres de 1836,, la pharmacopée d'Édimbourg de 1839, et de la pharmacopée de Dublin de 1850. La loi médicale de 1858 a transféré à la Couronne le droit de publier la pharmacopée officielle et de réglementer les poids et mesures des apothicaires.

## Unités

### Longueur
Les équivalents métriques dans cet article supposent généralement la dernière définition officielle. Avant cette date, la mesure la plus précise de la cour standard impériale était de 0,914 398 415 mètres.

## Voir également
- Acre-foot
- Pied-planche
- Comparison of the imperial and US customary measurement systems (en)
- Conversion des unités
- Unités de mesure pour la cuisine
- Corde
- Histoire de la mesure
- Métrification
- Système d'unités
- Unité de mesure
- £sd (en) (L.s.d.)